# Grania ocarina
Grania ocarina är en ringmaskart som beskrevs av Rota, Erséus och Wang 2003. Grania ocarina ingår i släktet Grania och familjen småringmaskar. Inga underarter finns listade i Catalogue of Life.